# Glagoljaši
Glagoljaši su bili svećenici, koji su se u bogoslužju koristili glagoljicom i staroslavenskim jezikom. Nazivaju se i popovi glagoljaši. Dali su velik doprinos na područjima vjere, kulture i prosvjete u hrvatskom narodu od 9. do kraja 19. stoljeća.
Djelovali su u biskupijama uz Jadransko more i njegovali su tradiciju liturgije na narodnom jeziku od vremena sv. Ćirila i Metoda i trenutka, kada je svetoj slavenskoj braći papa Hadrijan II. u 9. stoljeću odobrio u Rimu liturgiju, koju su oni preveli na narodni staroslavenski jezik. Hrvati su jedini narod Katoličke Crkve koji je imao skoro tisuću godina liturgiju na narodnom jeziku. Čitava Katolička Crkva koristila je latinski do 1965. godine. Posebno su za to zaslužni glagoljaši. 
Pape Inocent IV. dopustio je senjskom biskupu 1248. godine, da on i njegovo svećenstvo mogu služiti obrede glagoljicom. Slično odobrenje je bilo 1252. godine za omišaljske benediktince. Hrvatski su glagoljaši bili prvi koji su tiskali glagoljicom, a time i prvi koji su načinili odljeve glagoljičkih slova. Budući da su hrvatske inkunabule tiskane i latinicom, Hrvati su jedini narod koji ima inkunabule tiskane na dvama pismima. U Hrvatskoj, koja je po broju inkunabula druga u slavenskim zemljama (poslije Češke), tiskano je devet inkunabula, od čega je pet tiskano glagoljicom. 
Na poziv cara Karla IV., hrvatski su glagoljaši utemeljili benediktinsku opatiju Emaus u Češkoj, 1348. godine. U taj je samostan bilo pozvano oko 80 hrvatskih glagoljaša benediktinaca, vjerojatno s otoka Pašmana. 
Pop glagoljaš Mikula iz Gologorice napisao je original pravnog dokumeta Istarskog razvoda, na hrvatskom jeziku glagoljicom, krajem 14. stoljeća.
U 15. stoljeću, poljički glagoljaši bježe pred Turcima na Brač i osnivaju samostan Blaca, crkvu i redovničku zadrugu.
Glagoljašima u čast između Roča i Huma u Istri postavljen je niz od jedanaest spomenika nazvanih "Aleja glagoljaša".

## Unutarnje poveznice
- Franjevci trećoredci glagoljaši
- Glagoljica

## Vanjske poveznice
- Istarska enciklopedija o glagoljašima